# Generalstrejken 1956

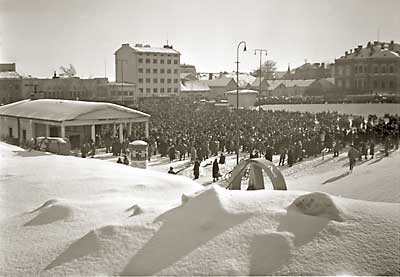
Strejkmöte på Kauppatori i Jyväskylä under generalstrejken 1956.

Generalstrejken 1956 var en storstrejk i Finland som pågick under tiden 1–19 mars 1956, vilken lamslog industrin och trafiken, men blev utan verkan inom jord- och skogsbruket och handeln. 
Omkring 425 000 arbetstagare deltog i strejken, under vilken det förekom smärre oroligheter, bland annat i samband med försäljningen av bensin. Efter strejken åtalades omkring 300 personer för förseelser av olika slag. Genom en särskild lag som stiftades följande år benådades flertalet, men ett 50-tal personer kunde inte undgå dom. Omkring 7 miljoner arbetsdagar gick förlorade i strejken, som avslutades genom regeringens förmedling. 
Generalstrejken var samtidigt en kraftmätning mellan jordbrukare och löntagare. Strejkledningen med Eero Antikainen i spetsen sökte främst kompensation för inträffade stegringar i livsmedelspriserna och råkade härigenom i öppen konflikt med Centralförbundet för lant- och skogsbruksproducenter, som svarade med att inleda leveransstrejk samma dag generalstrejken bröt ut. Leveranserna av livsmedel återupptogs dock redan efter tre dagar, sedan ett löfte om en treårig lantbruksprislag intagits i regeringsavtalet. 
För arbetstagarsidan blev generalstrejken inte en seger på lång sikt; den uppnådda löneökningen hade snart omintetgjorts av inflationen. Som en följd av generalstrejken försvagades Finlands fackföreningars centralförbunds ställning jämfört med Arbetsgivarnas i Finland centralförbunds och Centralförbundets för lant- och skogsbruksproducenter, vilket innebar början till den period av vanmakt som ändade i fackföreningsrörelsens splittring 1959.